# 大館八幡神社
大館八幡神社（おおだてはちまんじんじゃ）は、秋田県大館市にある八幡神社。本殿は正八幡宮と若宮八幡宮の2社あり、どちらも国の重要文化財に指定されている。

## 由緒
関ヶ原の戦いのあと、常陸国より佐竹氏が秋田に転封の際に、随伴した小場義成（佐竹西家）が慶長15年（1610年）に久保田藩 大館城の初代城代となり、入城の際に同時に佐竹氏の守護神である常陸国（現・常陸太田市）の若宮八幡宮の神霊を奉持し、大館城の守護神として城中に祀ったのが始まりである。
万治元年（1658年）に2代目城代小場義易は、神殿を城中から城の東（現在地）へ遷座させ、貞享4年（1687年）には4代目城代佐竹義武がさらに若宮八幡宮を造立し、八幡2社とした。この2社は造立以来大館城中の守護神および内町16町の総鎮守として崇敬をあつめる。社殿は左に建つのが正八幡宮（石清水八幡宮）で、右に建つのが若宮八幡宮（鶴岡八幡宮）である。
この社殿は戊辰戦争（大館城攻城戦）のおりの戦火からも免れて現存し、秋田県内では17世紀から現存する数少ない社殿であり、昭和43年（1968年）に秋田県の有形文化財に、平成2年（1990年）3月19日に国の重要文化財に指定されている。
なお、境内には狛犬とは別に1939年（昭和14年）建立の秋田犬の石像がある。

## 祭神
祭神
誉田別命
息長足姫命
境内神社
行者神社

## アクセス
- 所在地：秋田県大館市八幡1（大館城跡の東、秋田県立大館鳳鳴高等学校隣り）
- 鉄道：JR東日本
  - 奥羽本線・花輪線 大館駅から路線バスまたは循環バス「ハチ公号」
  - 花輪線 東大館駅から徒歩
- 路線バス 秋北バス 大谷線、中谷地/大石渡線、小坂線、獅子ヶ森環状線、北陽中学校/繁沢/寺の沢線、陣馬/矢立ハイツ線・循環バス「ハチ公号」
  - 鳳鳴高校前バス停下車、徒歩数分
- リムジンバス
  - 大館能代空港から54分、大館鳳鳴高校前バス停下車